# Primera Liga de Yugoslavia
La Primera Liga (en croata: Prva liga, en serbio: Пpвa лигa) era la máxima categoría del fútbol profesional en el Reino de Yugoslavia (1918-1941) y la Yugoslavia socialista (1945-1991). Era organizada por la Asociación de Fútbol de Yugoslavia.
Se dejó de disputar en 1992, debido a la disolución de la República Federal Socialista de Yugoslavia en cinco estados independientes: Bosnia y Herzegovina, Croacia, Eslovenia, República de Macedonia y la República Federal de Yugoslavia.

## Palmarés

### Reino de Yugoslavia(1923-1940)
| Temporada | Campeón                      | Subcampeón                   | Máximo goleador              | Club                         | Goles                        |                              |
| --------- | ---------------------------- | ---------------------------- | ---------------------------- | ---------------------------- | ---------------------------- | ---------------------------- |
| 1923      | HŠK Građanski Zagreb         | SAŠK Sarajevo                | Dragan Jovanović             | SK Jugoslavija               | 4                            |                              |
| 1924      | SK Jugoslavija               | HNK Hajduk Split             | Dragan Jovanović             | SK Jugoslavija               | 6                            |                              |
| 1925      | SK Jugoslavija               | HŠK Građanski Zagreb         | Dragan Jovanović             | SK Jugoslavija               | 4                            |                              |
| 1926      | HŠK Građanski Zagreb         | SK Jugoslavija               | Dušan Petković               | SK Jugoslavija               | 4                            |                              |
| 1927      | HNK Hajduk Split             | BSK Belgrado                 | Kuzman Sotirović             | BSK Belgrado                 | 6                            |                              |
| 1928      | HŠK Građanski Zagreb         | HNK Hajduk Split             | Ljubo Benčić                 | HNK Hajduk Split             | 8                            |                              |
| 1929      | HNK Hajduk Split             | BSK Belgrado                 | Đorđe Vujadinović            | BSK Belgrado                 | 10                           |                              |
| 1930      | HŠK Concordia                | SK Jugoslavija               | Blagoje Marjanović           | BSK Belgrado                 | 10                           |                              |
| 1930-31   | BSK Belgrado                 | HŠK Concordia                | Đorđe Vujadinović            | BSK Belgrado                 | 12                           |                              |
| 1931-32   | HŠK Concordia                | HNK Hajduk Split             | Svetislav Valjarević         | HŠK Concordia                | 10                           |                              |
| 1932-33   | BSK Belgrado                 | HNK Hajduk Split             | Vladimir Kragić              | HNK Hajduk Split             | 21                           |                              |
| 1933–34   | No se disputó el campeonato. | No se disputó el campeonato. | No se disputó el campeonato. | No se disputó el campeonato. | No se disputó el campeonato. | No se disputó el campeonato. |
| 1934-35   | BSK Belgrado                 | SK Jugoslavija               | Leo Lemešić                  | HNK Hajduk Split             | 18                           |                              |
| 1935-36   | BSK Belgrado                 | FK Slavija Sarajevo          | Blagoje Marjanović           | BSK Belgrado                 | 5                            |                              |
| 1936-37   | HŠK Građanski Zagreb         | HNK Hajduk Split             | Blagoje Marjanović           | BSK Belgrado                 | 21                           |                              |
| 1937-38   | HAŠK Zagreb                  | BSK Belgrado                 | August Lešnik                | HŠK Građanski Zagreb         | 17                           |                              |
| 1938-39   | BSK Belgrado                 | HŠK Građanski Zagreb         | August Lešnik                | HŠK Građanski Zagreb         | 22                           |                              |
| 1939-40   | HŠK Građanski Zagreb         | BSK Belgrado                 | Svetislav Glišović           | BSK Belgrado                 | 10                           |                              |

### Títulos por club
| Club                 | Campeón | Subcampeón | Años campeón                 |
| -------------------- | ------- | ---------- | ---------------------------- |
| BSK Belgrado         | 5       | 4          | 1931, 1933, 1935, 1936, 1939 |
| HŠK Građanski Zagreb | 5       | 2          | 1923, 1926, 1928, 1937, 1940 |
| HNK Hajduk Split     | 2       | 5          | 1927, 1929                   |
| SK Jugoslavija       | 2       | 3          | 1924, 1925                   |
| HŠK Concordia        | 2       | 1          | 1930, 1932                   |
| HAŠK Zagreb          | 1       | -          | 1938                         |
| FK Slavija Sarajevo  | -       | 1          | ---                          |
| SAŠK Sarajevo        | -       | 1          | ---                          |

## RFS Yugoslavia (1945-1992)
- República Federal Socialista de Yugoslavia

| Temporada | Campeón                 | Subcampeón                      | Tercer lugar            | Máximo goleador                                  | Club                                              | Goles |
| --------- | ----------------------- | ------------------------------- | ----------------------- | ------------------------------------------------ | ------------------------------------------------- | ----- |
| 1945      | RS Serbia               | Club Ejército Popular Yugoslavo | RS Croacia              | Stjepan Bobek                                    | Club Ejército Popular Yugoslavo                   | 8     |
| 1946-47   | FK Partizan             | GNK Dinamo Zagreb               | Estrella Roja FC        | Franjo Wölfl                                     | GNK Dinamo Zagreb                                 | 28    |
| 1947-48   | GNK Dinamo Zagreb       | HNK Hajduk Split                | FK Partizan             | Franjo Wölfl                                     | GNK Dinamo Zagreb                                 | 22    |
| 1948-49   | FK Partizan             | Estrella Roja FC                | HNK Hajduk Split        | Frane Matošić                                    | HNK Hajduk Split                                  | 17    |
| 1950      | HNK Hajduk Split        | Estrella Roja FC                | FK Partizan             | Marko Valok                                      | FK Partizan                                       | 17    |
| 1951      | Estrella Roja FC        | GNK Dinamo Zagreb               | HNK Hajduk Split        | Kosta Tomašević                                  | Estrella Roja FC                                  | 16    |
| 1952      | HNK Hajduk Split        | Estrella Roja FC                | NK Lokomotiva Zagreb    | Stanoje Jocić                                    | BSK Belgrado                                      | 13    |
| 1952-53   | Estrella Roja FC        | HNK Hajduk Split                | FK Partizan             | Todor Živanović                                  | Estrella Roja FC                                  | 17    |
| 1953-54   | GNK Dinamo Zagreb       | FK Partizan                     | Estrella Roja FC        | Stjepan Bobek                                    | FK Partizan                                       | 21    |
| 1954-55   | HNK Hajduk Split        | BSK Belgrado                    | GNK Dinamo Zagreb       | Bernard Vukas Predrag Marković Kosta Tomašević   | HNK Hajduk Split BSK Belgrado FK Spartak Subotica | 20    |
| 1955-56   | Estrella Roja FC        | FK Partizan                     | FK Radnički Belgrado    | Muhamed Mujić Tihomir Ognjanov Todor Veselinović | FK Velež Mostar FK Spartak Subotica FK Vojvodina  | 21    |
| 1956-57   | Estrella Roja FC        | FK Vojvodina                    | HNK Hajduk Split        | Todor Veselinović                                | FK Vojvodina                                      | 28    |
| 1957-58   | GNK Dinamo Zagreb       | FK Partizan                     | FK Radnički Belgrado    | Todor Veselinović                                | FK Vojvodina                                      | 19    |
| 1958-59   | Estrella Roja FC        | FK Partizan                     | FK Vojvodina            | Bora Kostić                                      | Estrella Roja FC                                  | 25    |
| 1959-60   | Estrella Roja FC        | GNK Dinamo Zagreb               | FK Partizan             | Bora Kostić                                      | Estrella Roja FC                                  | 19    |
| 1960-61   | FK Partizan             | Estrella Roja FC                | HNK Hajduk Split        | Zoran Prljinčević Todor Veselinović              | FK Radnički Belgrado FK Vojvodina                 | 16    |
| 1961-62   | FK Partizan             | FK Vojvodina                    | GNK Dinamo Zagreb       | Dražan Jerković                                  | GNK Dinamo Zagreb                                 | 16    |
| 1962-63   | FK Partizan             | GNK Dinamo Zagreb               | FK Željezničar Sarajevo | Mišo Smajlović                                   | FK Željezničar Sarajevo                           | 18    |
| 1963-64   | Estrella Roja FC        | OFK Belgrado                    | GNK Dinamo Zagreb       | Asim Ferhatović                                  | FK Sarajevo                                       | 19    |
| 1964-65   | FK Partizan             | FK Sarajevo                     | Estrella Roja FC        | Zlatko Dračić                                    | NK Zagreb                                         | 23    |
| 1965-66   | FK Vojvodina            | GNK Dinamo Zagreb               | FK Velež Mostar         | Petar Nadoveza                                   | HNK Hajduk Split                                  | 21    |
| 1966-67   | FK Sarajevo             | GNK Dinamo Zagreb               | FK Partizan             | Mustafa Hasanagić                                | FK Partizan                                       | 18    |
| 1967-68   | Estrella Roja FC        | FK Partizan                     | GNK Dinamo Zagreb       | Slobodan Santrač                                 | OFK Belgrado                                      | 22    |
| 1968-69   | Estrella Roja FC        | GNK Dinamo Zagreb               | FK Partizan             | Vojin Lazarević                                  | Estrella Roja FC                                  | 22    |
| 1969-70   | Estrella Roja FC        | FK Partizan                     | FK Velež Mostar         | Dušan Bajević Slobodan Santrač                   | FK Velež Mostar OFK Belgrado                      | 20    |
| 1970-71   | HNK Hajduk Split        | FK Željezničar Sarajevo         | GNK Dinamo Zagreb       | Petar Nadoveza Božo Janković                     | HNK Hajduk Split FK Željezničar Sarajevo          | 20    |
| 1971-72   | FK Željezničar Sarajevo | Estrella Roja FC                | OFK Belgrado            | Slobodan Santrač                                 | OFK Belgrado                                      | 33    |
| 1972-73   | Estrella Roja FC        | FK Velež Mostar                 | OFK Belgrado            | Vojin Lazarević Slobodan Santrač                 | Estrella Roja FC OFK Belgrado                     | 25    |
| 1973-74   | HNK Hajduk Split        | FK Velež Mostar                 | Estrella Roja FC        | Danilo Popivoda                                  | NK Olimpija Ljubljana                             | 17    |
| 1974-75   | HNK Hajduk Split        | FK Vojvodina                    | Estrella Roja FC        | Dušan Savić Boško Đorđević                       | Estrella Roja FC FK Partizan                      | 20    |
| 1975-76   | FK Partizan             | HNK Hajduk Split                | GNK Dinamo Zagreb       | Nenad Bjeković                                   | FK Partizan                                       | 24    |
| 1976-77   | Estrella Roja FC        | GNK Dinamo Zagreb               | FK Sloboda Tuzla        | Zoran Filipović                                  | Estrella Roja FC                                  | 21    |
| 1977-78   | FK Partizan             | Estrella Roja FC                | HNK Hajduk Split        | Radomir Savić                                    | FK Sarajevo                                       | 21    |
| 1978-79   | HNK Hajduk Split        | GNK Dinamo Zagreb               | Estrella Roja FC        | Dušan Savić                                      | Estrella Roja FC                                  | 24    |
| 1979–80   | Estrella Roja FC        | FK Sarajevo                     | FK Radnički Niš         | Safet Sušić Dragoljub Kostić                     | FK Sarajevo FK Napredak Kruševac                  | 17    |
| 1980-81   | Estrella Roja FC        | HNK Hajduk Split                | FK Radnički Niš         | Milan Radović                                    | NK Rijeka                                         | 26    |
| 1981-82   | GNK Dinamo Zagreb       | Estrella Roja FC                | HNK Hajduk Split        | Snješko Cerin                                    | GNK Dinamo Zagreb                                 | 19    |
| 1982-83   | FK Partizan             | HNK Hajduk Split                | GNK Dinamo Zagreb       | Sulejman Halilović                               | NK Dinamo Vinkovci                                | 18    |
| 1983-84   | Estrella Roja FC        | FK Partizan                     | FK Željezničar Sarajevo | Darko Pančev                                     | FK Vardar                                         | 19    |
| 1984-85   | FK Sarajevo             | HNK Hajduk Split                | FK Partizan             | Zlatko Vujović                                   | HNK Hajduk Split                                  | 25    |
| 1985-86   | FK Partizan             | Estrella Roja FC                | FK Velež Mostar         | Davor Čop                                        | NK Dinamo Vinkovci                                | 20    |
| 1986-87   | FK Partizan             | FK Velež Mostar                 | Estrella Roja FC        | Radmilo Mihajlović                               | FK Željezničar Sarajevo                           | 23    |
| 1987-88   | Estrella Roja FC        | FK Partizan                     | FK Velež Mostar         | Duško Milinković                                 | FK Rad                                            | 16    |
| 1988-89   | FK Vojvodina            | Estrella Roja FC                | HNK Hajduk Split        | Davor Šuker                                      | NK Osijek                                         | 18    |
| 1989-90   | Estrella Roja FC        | GNK Dinamo Zagreb               | HNK Hajduk Split        | Darko Pančev                                     | Estrella Roja FC                                  | 25    |
| 1990-91   | Estrella Roja FC        | GNK Dinamo Zagreb               | FK Partizan             | Darko Pančev                                     | Estrella Roja FC                                  | 34    |
| 1991-92   | Estrella Roja FC        | FK Partizan                     | FK Vojvodina            | Darko Pančev                                     | Estrella Roja FC                                  | 25    |

1. ↑  Para celebrar la nueva unidad de Yugoslavia se creó un formato especial de liga. El torneo estaba compuesto por ocho equipos; Serbia, Croacia, Macedonia, Vojvodina, Eslovenia, Montenegro, Bosnia y Herzegovina y un combinado de jugadores del Club Ejército Popular Yugoslavo.

## Títulos por club (1947-1992)
| Club                    | Campeón | Subcampeón | Tercero | Años campeón |
| ----------------------- | ------- | ---------- | ------- | --- |
| Estrella Roja FC        | 19      | 9          | 7       | 1951, 1953, 1956, 1957, 1959, 1960, 1964, 1968, 1969, 1970, 1973, 1977, 1980, 1981, 1984, 1988, 1990, 1991, 1992 |
| FK Partizan             | 11      | 9          | 8       | 1947, 1949, 1961, 1962, 1963, 1965, 1976, 1978, 1983, 1986, 1987                                                 |
| HNK Hajduk Split        | 7       | 6          | 8       | 1950, 1952, 1955, 1971, 1974, 1975, 1979                                                                         |
| GNK Dinamo Zagreb       | 4       | 11         | 7       | 1948, 1954, 1958, 1982                                                                                           |
| FK Vojvodina            | 2       | 3          | 2       | 1966, 1989 |
| FK Sarajevo             | 2       | 2          | -       | 1967, 1985 |
| FK Željezničar Sarajevo | 1       | 1          | 2       | 1972 |
| FK Velez Mostar         | -       | 3          | 4       | ----- |
| OFK Belgrado            | -       | 2          | 2       | ----- |
| FK Radnički Niš         | -       | -          | 2       | ----- |
| FK Radnički Belgrado    | -       | -          | 2       | ----- |
| NK Lokomotiva Zagreb    | -       | -          | 1       | ----- |
| FK Sloboda Tuzla        | -       | -          | 1       | ----- |

## Tabla histórica (1947-1992)
- R.S. indica la república a la cual pertenecía.

| Pos | Club                        | R.S. | Temp. | PJ   | PG  | PE  | PP  | GF-GC     | Pts  |
| --- | --------------------------- | ---- | ----- | ---- | --- | --- | --- | --------- | ---- |
| 1.  | Estrella Roja FC            | SRB  | 46    | 1345 | 727 | 325 | 292 | 2578:1430 | 1770 |
| 2.  | FK Partizan                 | SRB  | 46    | 1345 | 663 | 348 | 328 | 2310:1441 | 1664 |
| 3.  | GNK Dinamo Zagreb           | CRO  | 45    | 1312 | 605 | 366 | 341 | 2179:1509 | 1562 |
| 4.  | HNK Hajduk Split            | CRO  | 45    | 1312 | 592 | 348 | 372 | 2113:1487 | 1516 |
| 5.  | FK Vojvodina                | SRB  | 42    | 1249 | 476 | 312 | 460 | 1713:1641 | 1256 |
| 6.  | FK Sarajevo                 | BIH  | 43    | 1274 | 462 | 318 | 491 | 1728:1832 | 1230 |
| 7.  | FK Velez Mostar             | BIH  | 38    | 1174 | 435 | 307 | 430 | 1666:1613 | 1168 |
| 8.  | FK Željezničar Sarajevo     | BIH  | 34    | 1063 | 404 | 272 | 387 | 1453:1421 | 1063 |
| 9.  | OFK Belgrado                | SRB  | 34    | 987  | 347 | 278 | 357 | 1378:1358 | 972  |
| 10. | FK Vardar                   | MAC  | 35    | 1041 | 343 | 252 | 444 | 1249:1528 | 933  |
| 11. | FK Radnicki Nis             | SRB  | 29    | 953  | 330 | 255 | 365 | 1067:1157 | 904  |
| 12. | NK Rijeka                   | CRO  | 29    | 898  | 310 | 252 | 336 | 1083:1163 | 857  |
| 13. | FK Sloboda Tuzla            | BIH  | 25    | 829  | 270 | 243 | 315 | 927:1072  | 765  |
| 14. | FK Buducnost Titogrado      | MON  | 26    | 789  | 261 | 188 | 335 | 889:1114  | 698  |
| 15. | NK Olimpija Ljubljana       | ESL  | 22    | 730  | 231 | 194 | 305 | 825: 992  | 648  |
| 16. | NK Celik                    | BIH  | 17    | 574  | 172 | 152 | 250 | 562: 752  | 484  |
| 17. | NK Zagreb                   | CRO  | 18    | 532  | 155 | 124 | 253 | 635: 869  | 434  |
| 18. | FK Borac Banja Luka         | BIH  | 15    | 487  | 150 | 133 | 200 | 547: 650  | 425  |
| 19. | NK Osijek                   | CRO  | 13    | 444  | 147 | 110 | 187 | 501: 589  | 398  |
| 20. | FK Spartak Subotica         | SRB  | 15    | 441  | 125 | 89  | 221 | 541: 733  | 326  |
| 21. | FK Sutjeska                 | MON  | 9     | 295  | 90  | 65  | 135 | 346: 454  | 245  |
| 22. | FK Proleter Zrenjanin       | SRB  | 9     | 279  | 87  | 58  | 133 | 306: 488  | 229  |
| 23. | FK Radnicki Belgrado        | SRB  | 9     | 226  | 74  | 47  | 105 | 348: 399  | 195  |
| 24. | NK Lokomotiva Zagreb        | CRO  | 10    | 218  | 69  | 40  | 109 | 300: 422  | 178  |
| 25. | FK Bor                      | SRB  | 6     | 204  | 54  | 63  | 87  | 210: 319  | 171  |
| 26. | FK Rad                      | SRB  | 5     | 171  | 68  | 33  | 68  | 221: 202  | 162  |
| 27. | KF Prishtina                | SRB  | 5     | 170  | 62  | 29  | 79  | 195: 258  | 153  |
| 28. | NK Dinamo Vinkovci          | CRO  | 5     | 170  | 55  | 51  | 74  | 217: 269  | 151  |
| 29. | FK Napredak Kruševac        | SRB  | 6     | 192  | 54  | 47  | 91  | 225: 312  | 151  |
| 30. | NK Maribor                  | ESL  | 5     | 166  | 40  | 57  | 69  | 168: 271  | 137  |
| 31. | FK Radnički Belgrado        | SRB  | 5     | 170  | 44  | 44  | 82  | 143: 243  | 132  |
| 32. | FK Zemun                    | SRB  | 3     | 103  | 28  | 27  | 46  | 115: 152  | 76   |
| 33. | RFK Novi Sad 1921           | SRB  | 3     | 74   | 21  | 22  | 31  | 86: 129   | 64   |
| 34. | Metalac Belgrado            | SRB  | 3     | 62   | 22  | 15  | 25  | 87: 93    | 59   |
| 35. | NK Trešnjevka               | CRO  | 3     | 84   | 22  | 18  | 44  | 102: 174  | 57   |
| 36. | ASD Ponziana                | -    | 3     | 62   | 18  | 10  | 34  | 68: 140   | 46   |
| 37. | RNK Split                   | CRO  | 2     | 48   | 17  | 7   | 24  | 64: 80    | 41   |
| 38. | FK Nasa Krila Zemun         | SRB  | 2     | 36   | 11  | 8   | 17  | 50: 57    | 30   |
| 39. | NK Iskra Bugojno            | BIH  | 1     | 34   | 8   | 11  | 15  | 32: 50    | 27   |
| 40. | FK Mačva                    | SRB  | 2     | 38   | 8   | 8   | 22  | 42: 70    | 24   |
| 41. | FK Rudar Kosovska Mitrovica | SRB  | 1     | 34   | 7   | 10  | 17  | 28: 52    | 24   |
| 42. | FK Crvenka                  | SRB  | 1     | 34   | 8   | 7   | 19  | 28: 58    | 23   |
| 43. | FK Teteks Tetovo            | MAC  | 1     | 34   | 8   | 9   | 19  | 31: 68    | 23   |
| 44. | FK Rabotnički               | MAC  | 2     | 42   | 8   | 5   | 29  | 39: 132   | 21   |
| 45. | FK Pelister                 | MAC  | 1     | 33   | 9   | 2   | 21  | 30: 57    | 20   |
| 46. | 14 Oktobar Nis              | SRB  | 1     | 26   | 4   | 5   | 17  | 26: 76    | 13   |
| 47. | NK Nafta                    | ESL  | 1     | 26   | 3   | 0   | 23  | 13: 88    | 6    |

- OKF Belgrado conocido como BSK Belgrado antes de 1957.

## Clubes notables
Durante los años de la Primera Liga de Yugoslavia hubo varios equipos que rivalizaron constantemente por hacerse con los campeonatos de liga, principalmente los clubes procedentes de las grandes ciudades. A continuación se muestran los más importantes:
 República Socialista de Serbia
- Estrella Roja FC, Belgrado
- FK Partizan, Belgrado
- OFK Belgrado, Belgrado
- FK Vojvodina, Novi Sad
- FK Radnički Niš, Niš
- SK Jugoslavija, Belgrado
- FK Spartak Subotica, Subotica

 República Socialista de Croacia
- HŠK Concordia, Zagreb
- GNK Dinamo Zagreb, Zagreb
- HŠK Građanski Zagreb, Zagreb
- HNK Hajduk Split, Split
- HAŠK Zagreb, Zagreb
- NK Osijek, Osijek
- NK Rijeka, Rijeka

 República Socialista de Bosnia y Herzegovina
- FK Sarajevo, Sarajevo
- FK Velež Mostar, Mostar
- FK Željezničar Sarajevo, Sarajevo
- FK Sloboda Tuzla, Tuzla
- NK Čelik, Zenica
- FK Borac Banja Luka, Banja Luka
- FK Slavija, Sarajevo

 República Socialista de Macedonia
- FK Vardar, Skopje

 República Socialista de Montenegro
- FK Budućnost, Podgorica

 República Socialista de Eslovenia
- NK Olimpija Ljubljana, Liubliana

## Máximos goleadores
Lista de los 10 máximos goleadores en el período de 1946-1992 de la República Federal Socialista de Yugoslavia.
Fuente: RSSSF; Actualizado el 14 de diciembre de 2007
| #  | Jugador           | Goles | Clubes                                       | Carrera en liga      |
| -- | ----------------- | ----- | -------------------------------------------- | -------------------- |
| 1  | Slobodan Santrač  | 218   | OFK Belgrado, FK Partizan, FK Galenika Zemun |                      |
| 2  | Darko Pančev      | 169   | Vardar, Estrella Roja FC                     | 1982–1992            |
| 3  | Dušan Bajević     | 166   | FK Velež Mostar                              | 1966–1977, 1981–1983 |
| 4  | Bora Kostić       | 158   | Estrella Roja FC                             |                      |
| 5  | Frane Matošić     | 149   | HNK Hajduk Split                             | 1946–1953            |
| 6  | Todor Veselinović | 145   | FK Vojvodina                                 | 1951–1961            |
| 7  | Stjepan Bobek     | 129   | FK Partizan                                  | 1946–1956            |
| 7  | Zoran Prljinčević | 129   | FK Radnički Belgrado, Estrella Roja FC       |                      |
| 8  | Dušan Savić       | 120   | Estrella Roja FC                             | 1973–1982            |
| 9  | Dragan Džajić     | 113   | Estrella Roja FC                             | 1961–1975            |
| 10 | Vojin Lazarević   | 112   | FK Sutjeska, Estrella Roja FC                | 1962–1970, 1972–1974 |

## Ligas sucesoras

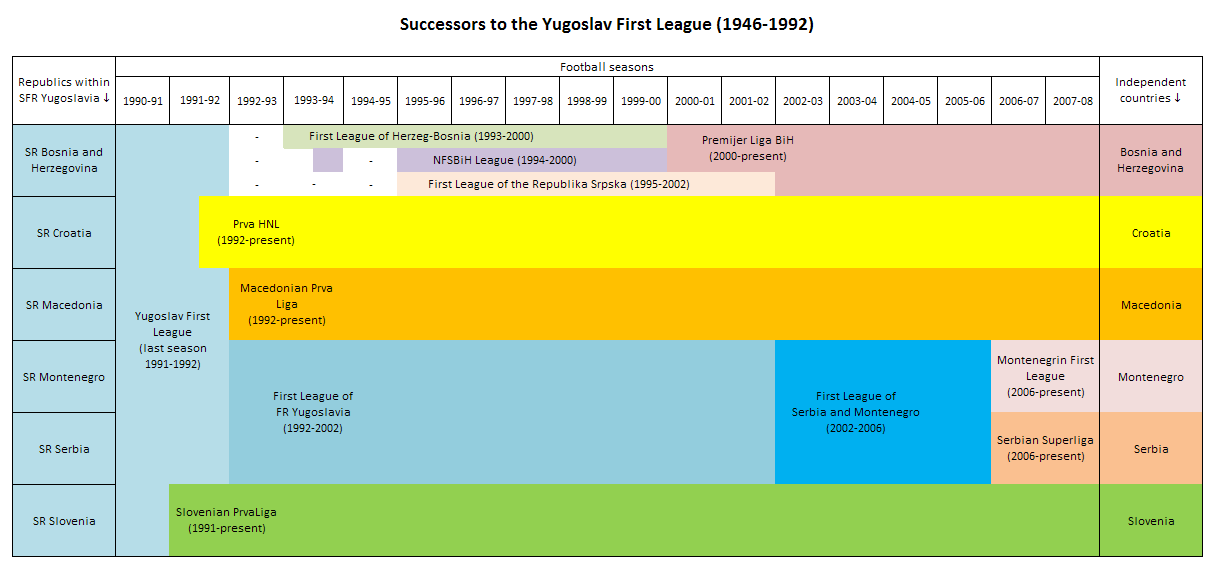
Ligas sucesoras post 1992.

- → Para el campeonato de la República Federal de Yugoslavia, Serbia y Montenegro,
 y Serbia, ver Superliga de Serbia (1992 - presente).
- → Bosnia-Herzegovina, ver Liga Premier de Bosnia y Herzegovina (1994 - presente)
- → Croacia, ver Primera Liga de Croacia (1992 - presente)
- → Eslovenia, ver Primera Liga de Eslovenia (1991 - presente)
- → Macedonia, ver Primera División de Macedonia (1992 - presente)
- → Montenegro, ver Primera División de Montenegro (2006 - presente)